# Joy Westmore
Joy Westmore, född Grisold 13 mars 1932, död 5 november 2020 i Melbourne, var en australisk skådespelare. Hon är bland annat känd för rollen som fängelsevakten Joyce Barry i TV-serien Kvinnofängelset; hon tilldelades en Penguin Award för denna roll.